# Grzegorz Kloc
Grzegorz Kloc (ur. 15 maja 1972 w Lublinie) – polski wokalista, gitarzysta, kompozytor, aranżer i producent muzyczny. Współpracował z Haliną Frąckowiak, Anitą Lipnicką, Marylą Rodowicz, Natalią i Eleonorą Niemen, Ryszardem Rynkowskim, Mietkiem Szcześniakiem, Beatą Bednarz, raperem Mirosławem „Kolą” Kolczykiem, Natalią Kukulską oraz zespołami - De Mono, Grupą Mojego Brata, Daab i TGD. 

## Życiorys
Urodził się i wychował w Lublinie. W wieku lat 20 wyjechał do Warszawy, gdzie już pół roku później był gitarzystą Natalii Kukulskiej, nagrywając z nią jej pierwszą debiutancką płytę Światło (1996). W czerwcu 1997 wraz z zespołem Sixteen zadebiutował jako wokalista, gitarzysta i kompozytor pierwszego singla „Spadające myśli”, który pochodził z platynowego albumu Lawa. Kolejne piosenki - „Twoja lawa”, „Obudź we mnie Wenus”, „To takie proste” i „Boskie lato” - także trafiały na listy przebojów. Po rozpadzie Sixteen, od 1998 jako Grzegorz Kloc był wokalistą i muzykiem formacji Seventeen, która wydała dwie płyty: Szalona (1999) i Chłopak i dziewczyna (2001). Pierwsza sprzedała się w nakładzie ponad 25 tys. egzemplarzy, a promowane piosenki - „Niezwyczajna miłość”, „Co mi dasz”, „Daj słowo”, „Piękna i wulkan” i „Obsesja” - cieszyły się sporą popularnością i grały je największe stacje radiowe i telewizyjne w Polsce. Zespół zagrał też wiele koncertów, w tym trasę Lata z Radiem. Druga płyta Seventeen, to ok. 4 tys. i żadna z piosenek z tej płyty nie stała się wielkim hitem.
W 1998 skomponował piosenkę dla Maryli Rodowicz „Anioły pilnują nas” (do słów Bogdana Olewicza). Utwór ukazał się również na składance z największymi przebojami Upalne granie bez cienia mówienia w Radiu ZET i Lato z Radiem 2013.
28 maja 2007 do rozgłośni radiowych trafił jego pierwszy solowy singel „Poczuj, że jest maj”. W 2008 artysta złożył także swoją propozycję na konkurs Piosenka dla Europy 2008, czyli preselekcjach Konkursu Piosenki Eurowizji Belgrad 2008. W głosowaniu komisji - z piosenką „Don’t Let the Fire Die” (dłuższa wersja „To mój krzyk”) - zajął 11. miejsce i pierwszą pozycję na liście rezerwowej.
W 2011 nagrał solowy album „Na skrzydłach miłości”, której patronem był „Gość Niedzielny” i największa chrześcijańska lista przebojów Muzyczne Dary z Częstochowy – Yaniny Iwańskiego i Darka Ciszewskiego. Płyta została bardzo dobrze przyjęta przez media chrześcijańskie i publiczność, a piosenki gościły w chrześcijańskich rozgłośniach radiowych.
W 2013 wydał EP Rock & Gospel, pod patronatem trzydzieści chrześcijańskich mediów (rozgłośnie radiowe i portale). Utwory z tego mini-albumu dotarły do pierwszych miejsc na chrześcijańskich listach przebojów w całej Polsce.
15 września 2014 odbyła się oficjalna premiera albumu Powrót Łazarza we współpracy z chórem Rock & Gospel. Płyta ta stała się bestsellerem we wrześniu 2014 w salonach Empik. Tytułowy utwór już w pierwszych dniach promocji radiowej był przebojem w ponad 40 katolickich i chrześcijańskich rozgłośniach w Polsce, grały go również komercyjne rozgłośnie: Radio Pomorza i Kujaw, Polskie Radio Szczecin, Radio Lublin i „Trójka”. Trzy utwory w formie wideoklipów zawitały na antenie Telewizja Trwam. Patronem płyty był Onet.pl. W TOP 10 teledysk tego utworu w portalu Interia.pl zagościł latem jako klip tygodnia i dotarł do pierwszego miejsca najczęściej oglądanych teledysków w tym portalu. 
12 lutego 2016 do sprzedaży trafiło koncertowe wydawnictwo DVD+CD Idę po wodzie. Jeden z utworów „Wszystko mam w tobie” nagrany został w wersji z dużym chórem prowadzonym przez Grzegorza Głucha współpracującego z Golec uOrkiestra.
11 maja 2018 odbyła się oficjalna premiera czwartego solowego albumu Eksplozja. W tym samym dniu miał miejsce koncert promocyjny w warszawskim klubie „Stodoła”. 12 października 2018 płyta Eksplozja ukazała się w salonach Empik. Jest to edycja dwupłytowa razem z CD/DVD Idę po wodzie.
18 listopada 2024 Grzegorz Kloc wydał album Podróż, który promowały dwa utwory „Nieśmiertelny” i „Strażnik ognia”.

## Życie prywatne
W życiu osobistym był mężem wokalistki Renaty Dąbkowskiej. Mają córkę Zuzannę. Jednak w czerwcu 1998 doszło do rozwodu. Ponownie się ożenił z Olgą Pruszkowską-Kloc, autorką tekstów, wokalistką i skrzypaczką.

## Dyskografia

### zSixteen
- 1997: Lawa (wyd. PolyGram Polska)

### zSeventeen
- 1999: Szalona (wyd. Pomaton EMI)
- 2001: Chłopak i dziewczyna (wyd. Żyraffa Music/EMI)

### albumy solowe
- 2011: Na skrzydłach miłości (wyd. Fonografika)
- 2014: Powrót Łazarza (wyd. Fonografika)
- 2016: Idę po wodzie (CD/DVD)
- 2018: Eksplozja (wyd. Universal Music Polska)
- 2024: Podróż (wyd. Wydawnictwo Absolutnie Fantastycznie)